# Base navale di Sebastopoli
La base navale di Sebastopoli è una base navale situata a Sebastopoli, sulla penisola contesa, tra Ucraina e Russia, della Crimea. Base di stanza della Flotta del Mar Nero dell'Impero russo, oggi è una base della Marina russa.

## Geografia
La base navale di Sebastopoli si trova completamente all'interno del territorio amministrativo di Sebastopoli. Ha diversi ormeggi situati in diverse baie di Sebastopoli: Severnaja, Južnaja, Karantinnaja e altre.

## Storia
La costruzione del porto iniziò nel 1772, mentre la guerra russo-turca (1768-1774) era ancora in corso, e fu terminata nel 1783, in seguito all'annessione della Crimea da parte dell'Impero russo. Il 13 maggio 1783, le prime undici navi della Marina imperiale russa raggiunsero la baia di Sebastopoli.
Durante la guerra di Crimea (1853-1856), tutte le navi grandi furono affondate all'ingresso della baia nel 1854 per impedire l'ingresso di navi nemiche nella baia. La città si difese per 349 giorni contro gli eserciti alleati di Francia, Regno Unito, Impero ottomano ed il Regno di Sardegna. Alla fine i russi dovettero abbandonare Sebastopoli il 9 settembre 1855.
Durante la prima guerra mondiale, l'Esercito imperiale tedesco occupò Sebastopoli il 1º maggio 1918, nonostante i negoziati in corso per raggiungere il trattato di Brest-Litovsk. Dopo ulteriori negoziati, le navi più importanti della Flotta del Mar Nero nella baia del Cemes, di fronte a Novorossijsk, furono affondate dai loro equipaggi.
Durante la seconda guerra mondiale, la Flotta del Mar Nero della Marina sovietica riuscì a respingere il primo attacco aereo della Luftwaffe della Germania nazista. Tuttavia, dopo che la città si difese per 250 giorni, Sebastopoli cadde in mano ai tedeschi il 4 luglio 1942, tornando sotto il controllo sovietico nel maggio 1944.
Dopo la dissoluzione dell'Unione Sovietica alla fine del 1991, la pretesa dell'attuale Marina russa di utilizzare la base navale è stata inizialmente persa (poiché la Crimea è stata trasferita alla Repubblica Socialista Sovietica Ucraina nel 1954), in quanto la base si trovava sul suolo del nuovo stato post-sovietico dell’Ucraina.
Nel 1997 furono siglati il trattato di amicizia russo-ucraino ed il trattato di divisione della Flotta del Mar Nero in base al quale Russia ed Ucraina hanno istituito due flotte nazionali indipendenti, e stabiliva le condizioni per l'utilizzo della base anche da parte della Flotta russa del Mar Nero in Crimea. Da allora in poi, la Russia pagò un contratto di locazione annuale all'Ucraina per l'uso della base, come previsto dal patto di Charkiv.
Dall'annessione della Crimea alla Russia nel 2014, la base navale è di nuovo sotto il controllo esclusivo russo, e la flotta della Marina militare ucraina si è spostata nel porto di Odessa.
Nell'agosto 2024, la base è stata completamente evacuata dalle forze navali russe.

## Composizione
- 30ª Divisione navi di superficie
- 400ª Divisione navi antisommergibile
- 166ª Divisione di piccole navi missilistica "Novorossijsk"
- 197ª Brigata navi da sbarco

## Galleria d’immagini

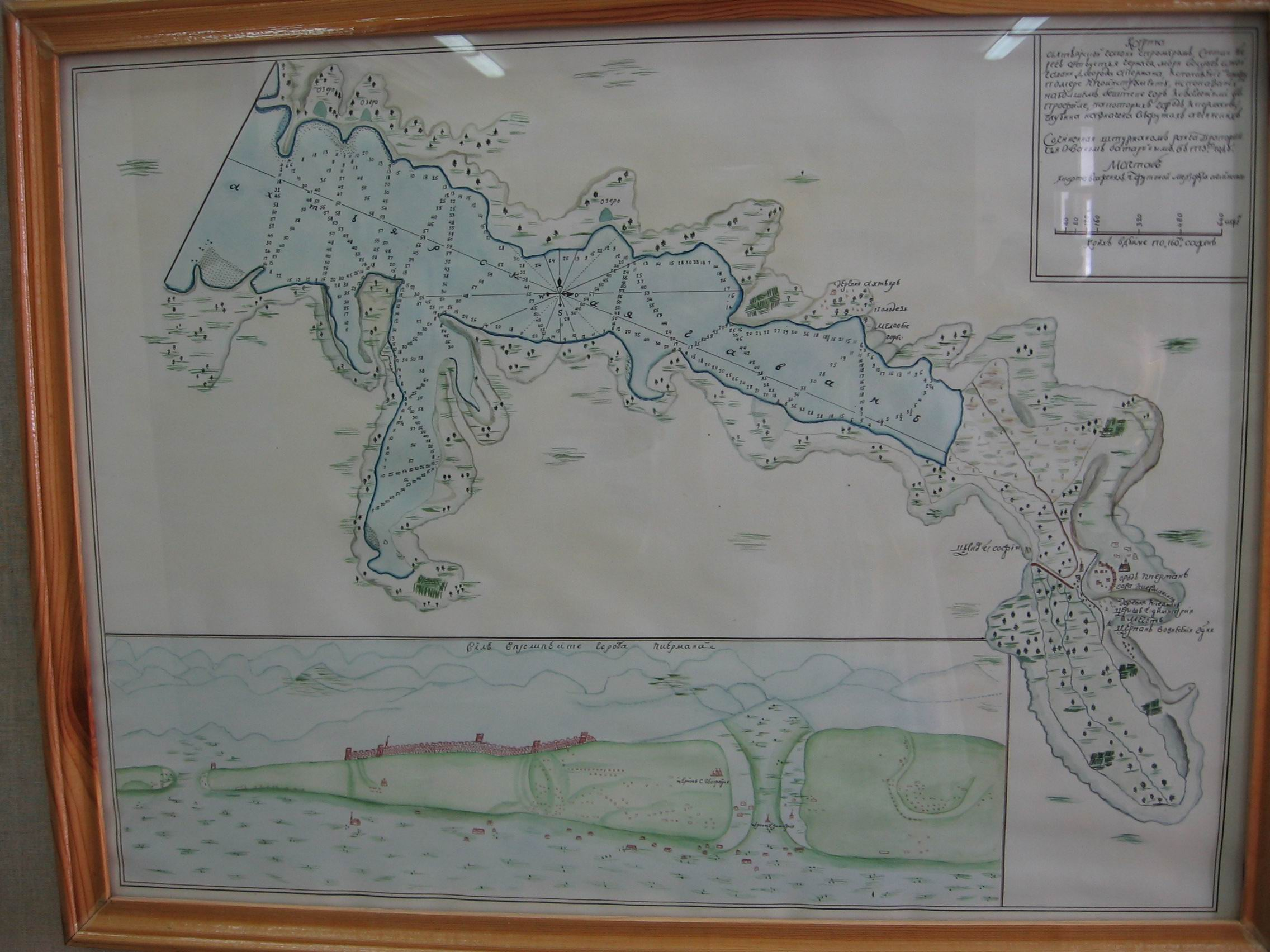
La prima mappa della baia di Akhtiar (Sebastopoli), creata dal navigatore Ivan Baturin e il suo team, nel 1773.
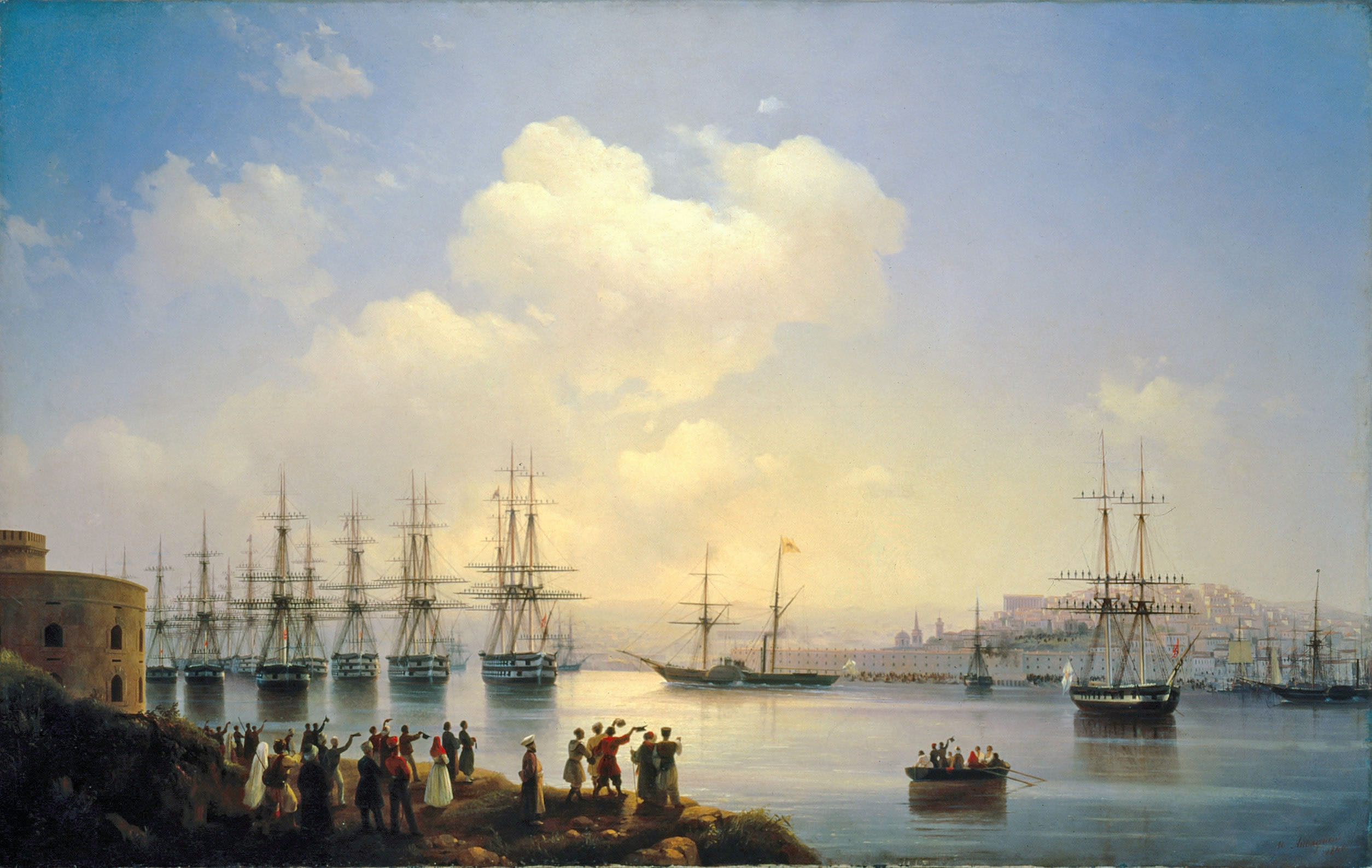
Lo squadrone russo sulle strade di Sebastopoli (1846), di Ivan Aivazovsky.
Mappa di Sebastopoli nel 1904.
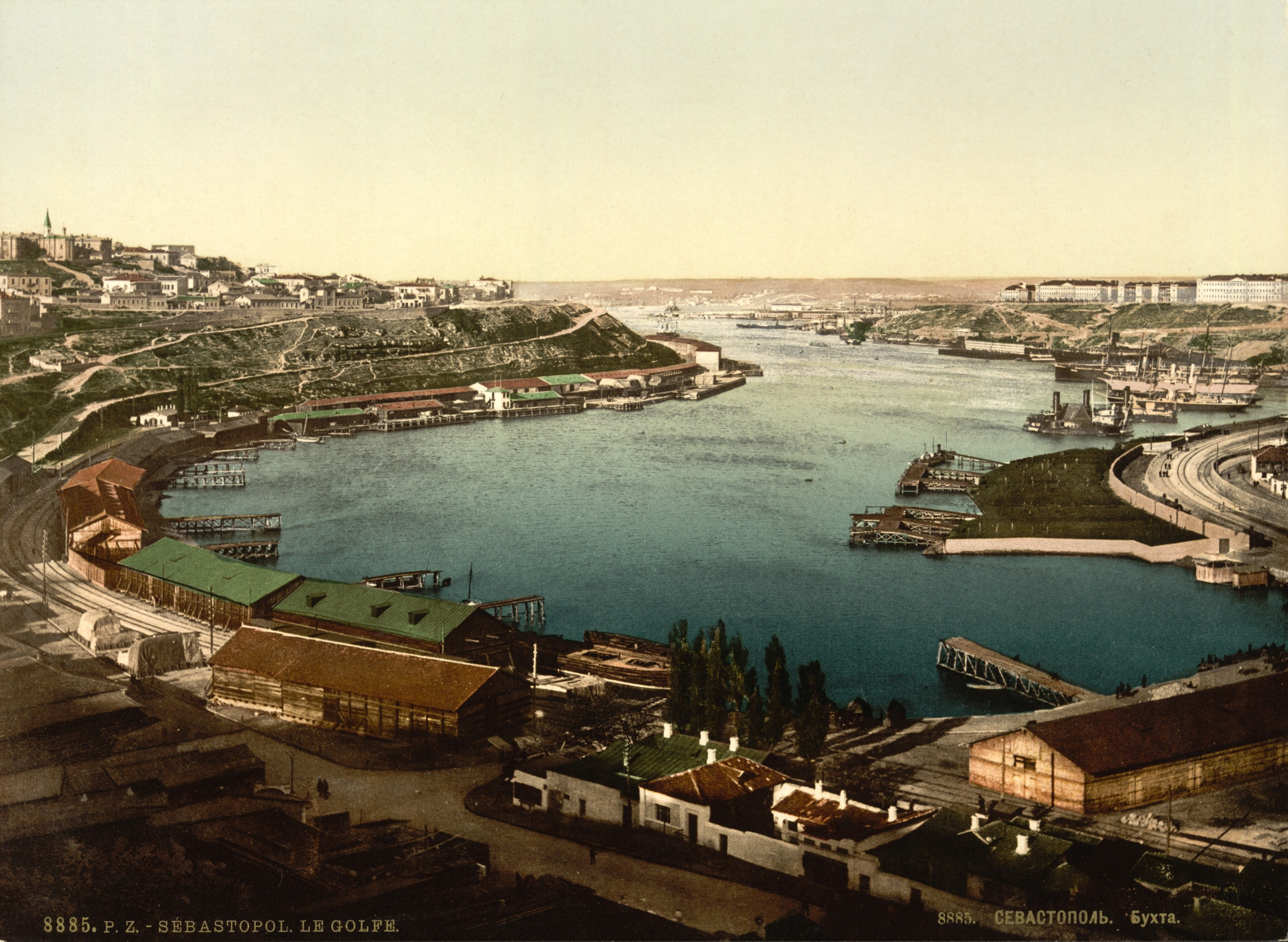
Vista a colori di una parte del porto nel 1905.
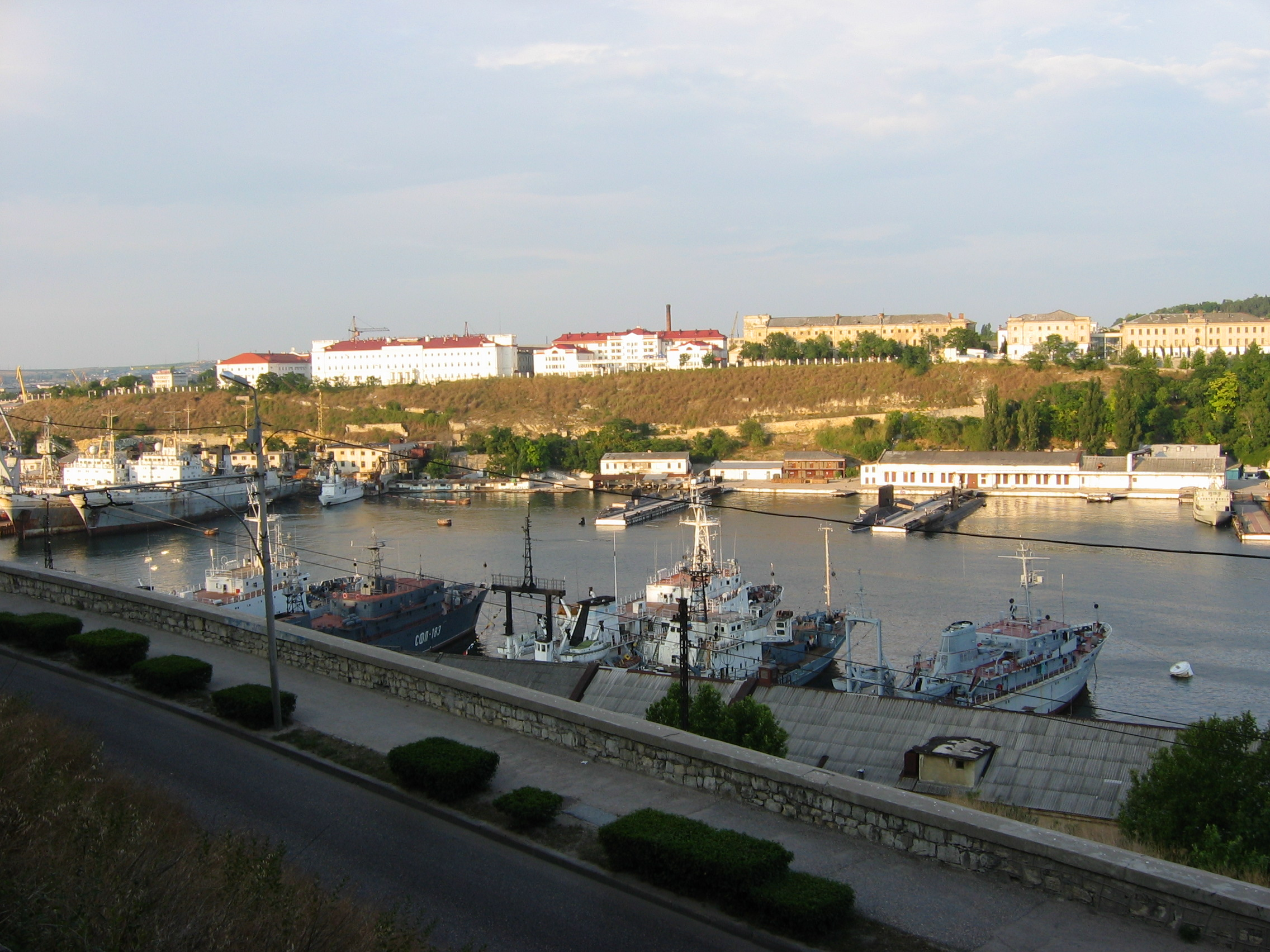
Veduta della rada nel 2004.
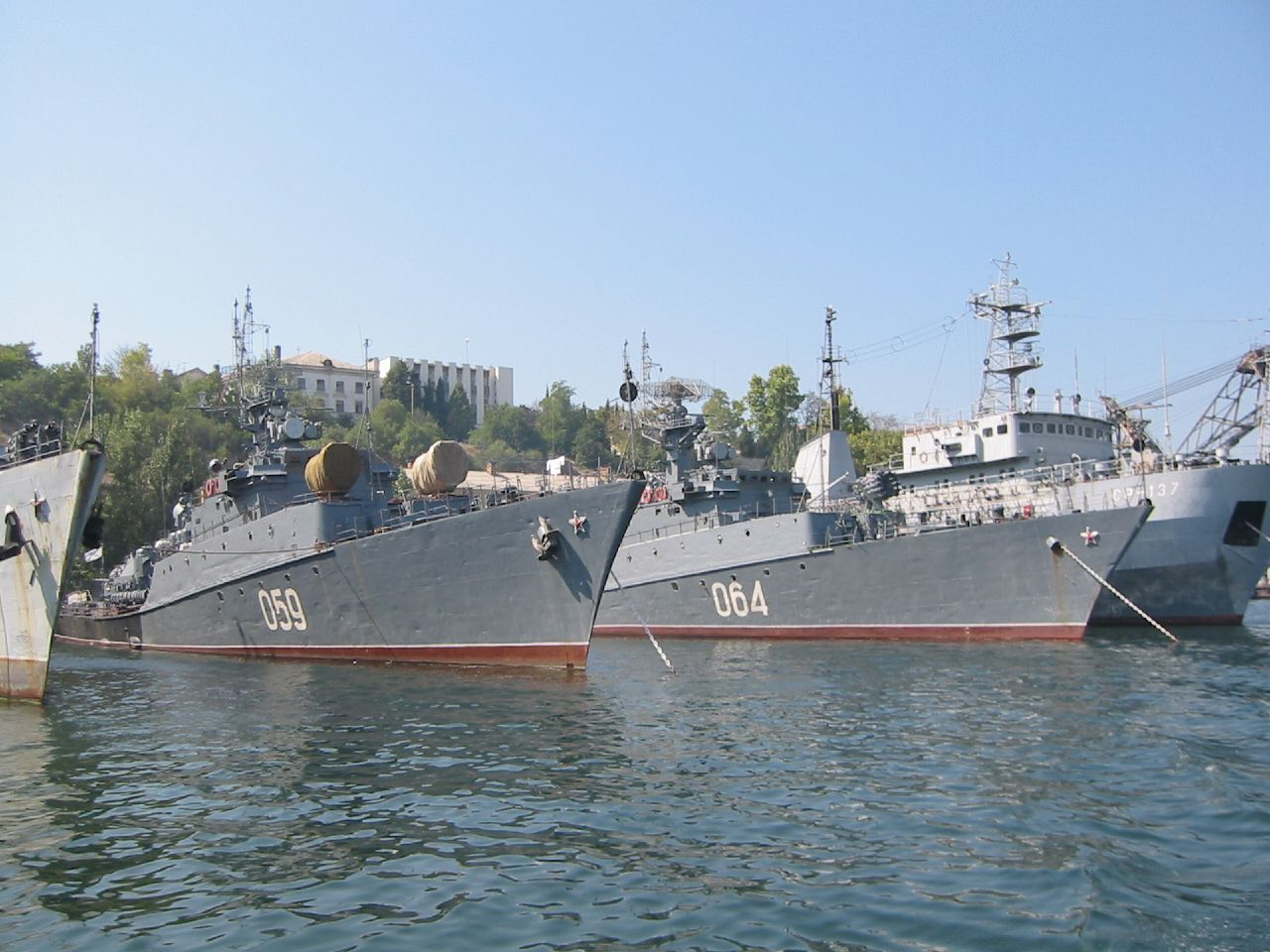
Navi russe a Sebastopoli nel 2005.
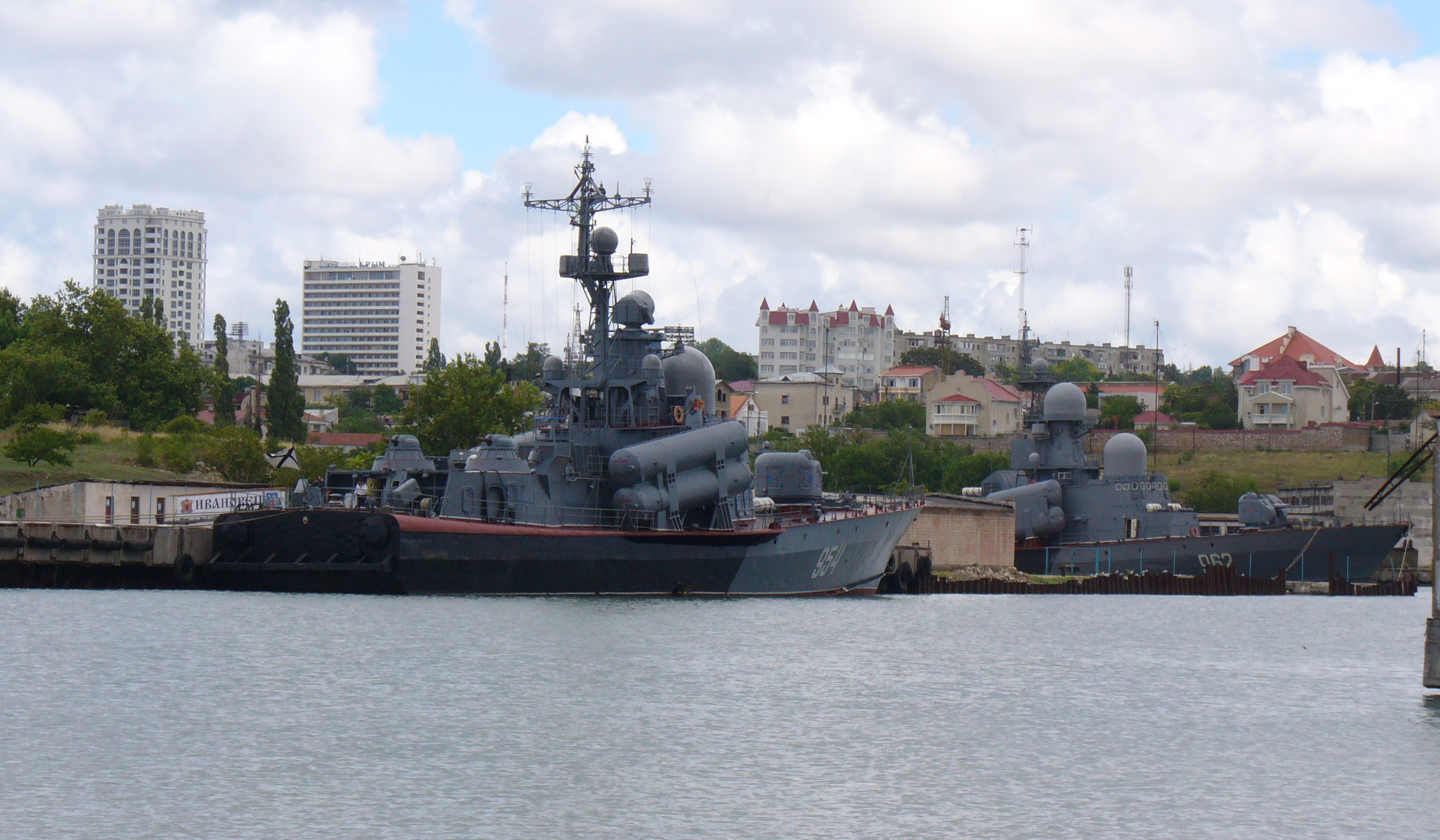
Navi russe a Sebastopoli nel 2008.
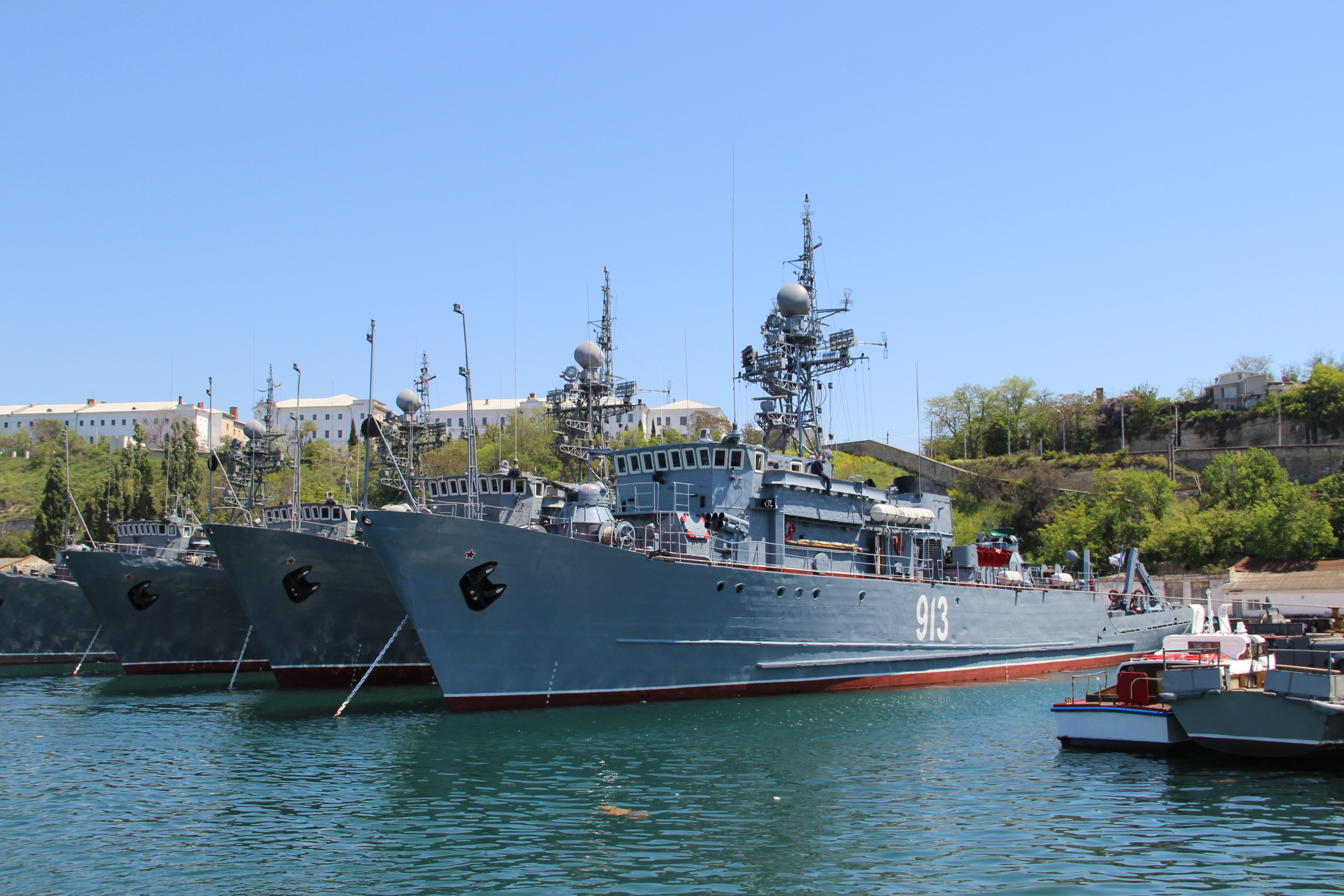
Navi russe a Sebastopoli nel 2015.